# Joanna Bruzdowicz
Joanna Bruzdowicz   (Varsòvia, 17 de maig de 1943 - Tellet, 3 de novembre de 2021) va ser una compositora polonesa del Grup de Recerca Musical.
Llicenciada per la Universitat de Música Fryderyk Chopin de Varsòvia, va estudiar a París amb Nadia Boulanger, Olivier Messiaen i Pierre Schaeffer després de rebre una beca del govern francès de la mà de Maurice Ravel.
Demanada per compondre moltes partitures de pel·lícules, en particular per Agnès Varda i Yves Angelo, va crear el departament de so del grup de producció audiovisual Cat. Studios Productions. També és fundadora i directora del festival de música clàssica de Ceret.
Mare dels cineastes Jörg Tittel i Jan Tittel, va estar casada amb l'antic assessor de la President de la Comissió Europea Horst-Jurgen Tittel, que va morir el 2017.
Va morir el 3 de novembre de 2021 a Tellet (Pirineus Orientals).

## Composicions
Per al cinema, Joanna Bruzdowicz ha compost, entre altres coses, les bandes sonores de les pel·lícules:
- 1980: Bobo la tête
- 1983: Tante Blandine, série TV
- 1985: Sans toit ni loi
- 1985: Stahlkammer Zürich, série TV
- 1987: Le Jupon rouge
- 1987: Kung-fu Master
- 1991: Jacquot de Nantes
- 1997: Un air si pur...
- 2000: Les Glaneurs et la Glaneuse
- 2002: Deux ans après
- 2003: Le Lion volatil
- 2005: Les Âmes grises
- 2007: Testudo (curt)
- 2008: Les Plages d'Agnès
- 2009: J'ai oublié de te dire...